# Mike Rodriguez
Michael „Mike“ Rodriguez (* 14. Juli 1979 in Queens, New York City) ist ein US-amerikanischer Jazzmusiker (Trompete, Komposition) des Modern Jazz.

## Leben und Wirken
Rodriguez, der seit dem Alter von acht Jahren in Miami aufwuchs, begann dort, klassische Gitarre zu lernen. Ermutigt durch seine Familie begann er zudem, in der Mittelstufe Trompete zu spielen; er studierte Trompete und Gitarre an der New World School of Arts in Miami und setzte dann sein Trompetenstudium an der University of Miami fort. Nach zwei Jahren wechselte er an die New School University in New York, an der er seinen Bachelor of Arts erwarb. Seitdem spielte er in der New Yorker Jazzszene mit Musikern wie Clark Terry, Bobby Watson, Quincy Jones, Joe Lovano, Toshiko Akiyoshi, Chico O’Farrill, dem Lincoln Center Orchester, Jessica Simpson, in der Carnegie Hall Jazz Band sowie der Carla Bley Band, Harry Connick Jr., Eddie Palmieri, dem Smithsonian Jazz Orchestra, Bob Mintzer und mit dem Liberation Music Orchestra von Charlie Haden. Ende 2003 wirkte er bei Hadens mit dem Grammy Award ausgezeichnetem Album Land of the Sun mit (neben Gonzalo Rubalcaba und Joe Lovano).
Rodriguez ist Co-Leiter einer Gruppe mit seinem Bruder, dem Pianisten Robert Rodriguez, mit der er vier Alben vorlegte (Rodriguez Brothers); deren Album Impromptu wurde 2016 für einen Grammy nominiert. Im Bereich des Jazz war er zwischen 1990 und 2017 an 21 Aufnahmesessions beteiligt, u. a. auch mit Roswell Rudd, Arturo O’Farrill, Gerald Wilson, Champian Fulton, Ryan Keberle, Conrad Herwig (The Latin Side of Herbie Hancock), The George Gruntz Concert Jazz Band, hr-Bigband (You're It!, mit Bobby Shew), Dafnis Prieto, Maria Schneider und Kenny Barron. Als Studiomusiker arbeitete er außerdem mit Maysa, Joaquin „Joe“ Claussell und David Bowie (Nothing Has Changed, 2014).2019 leitete er das Mike Rodriguez Quintet, dem John Ellis, Adam Birnbaum, Reuben Rogers und Johnathan Blake angehören. Er unterrichtet an der New York University Trompete. Zu hören ist er auf Remy Le Boeufs Album Architecture of Storms (2021).